# ویندزور جنوبی، نیو ساوت ولز
ویندزور جنوبی (به انگلیسی: South Windsor) یک حومه شهر در استرالیا است که در نیو ساوت ولز واقع شده‌است.